# Марматон (река)
Марматон (англ. Marmaton River) — река на востоке штата Канзас и на западе штата Миссури (США), правый приток реки Литл-Осейдж. Длина реки составляет 164 км.

## География

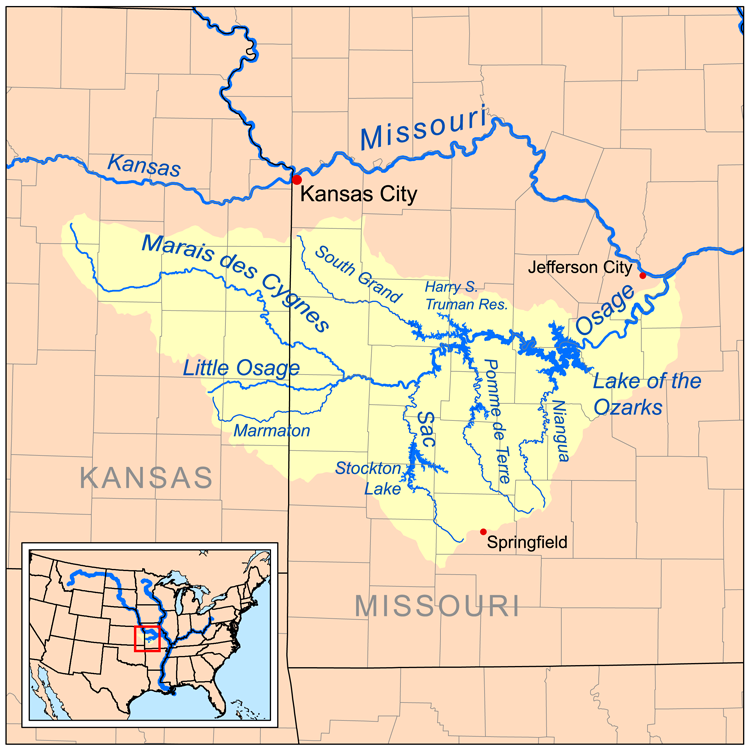
Бассейн реки Осейдж с указанием реки Марматон (Marmaton)

Исток реки Марматон находится в восточной части округа Аллен (Канзас), вблизи города Моран, на высоте около 331 м. После этого река течёт преимущественно в восточном направлении, протекая по округам Аллен, Бурбон (Канзас) и Вернон (Миссури). Она впадает в реку Литл-Осейдж на высоте 220 м, немного выше по течению от того места, где Литл-Осейдж сливается с рекой Мере-де-Син, образуя реку Осейдж, которая, в свою очередь, является притоком Миссури.
Площадь водосборного бассейна реки Марматон — 2978 км². Это составляет примерно 66 % площади водосборного бассейна реки Литл-Осейдж, частью которого он является. Основные притоки Марматона — Терки-Крик (Turkey Creek, левый приток), Милл-Крик (Mill Creek, левый приток) и Йеллоу-Пейнт-Крик (Yellow Paint Creek, правый приток).
Средний расход воды в районе города Невада (штат Миссури) — 29,76 м³/c (усреднённое значение по данным 2004—2013 годов).

## История
Название, близкое к «Marmaton», было дано реке французскими охотниками-путешественниками, которые приняли за сурков (фр. marmotte) похожих на них луговых собачек. Название реки впервые появилось на карте 1837 года, где она была обозначена как «Marmiton».
Во время Гражданской войны в США, 25 октября 1864 года, вблизи реки произошла так называемая «битва у реки Марматон», в которой приняли участие отступавшие после поражения в битве при Уэстпорте отряды конфедератов и силы федеральной армии США.